# Mortadelle vietnamienne
 (novembre 2015).
Si vous disposez d'ouvrages ou d'articles de référence ou si vous connaissez des sites web de qualité traitant du thème abordé ici, merci de compléter l'article en donnant les références utiles à sa vérifiabilité et en les liant à la section « Notes et références ».

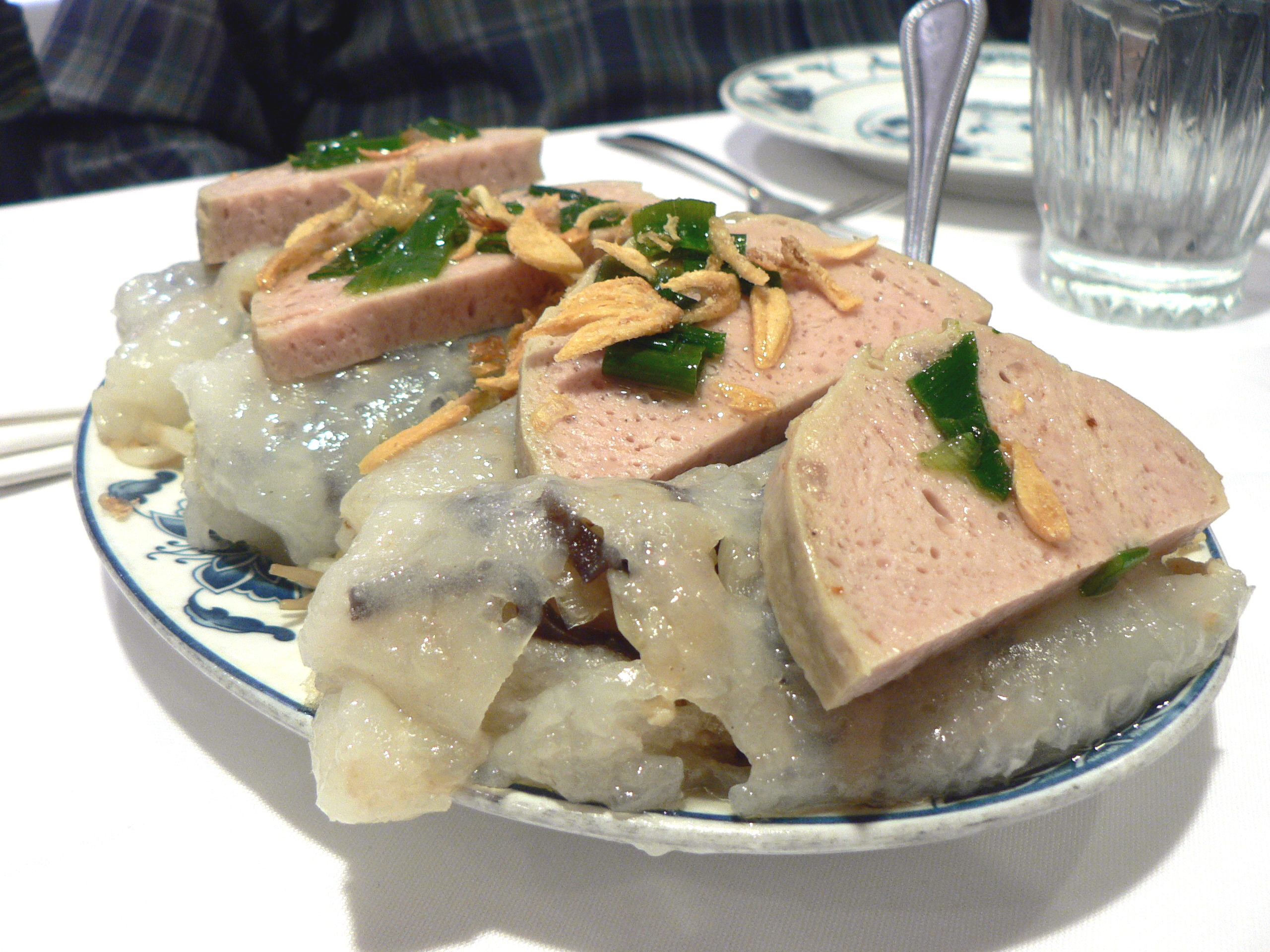
Tranches de chả lụa servies sur des bánh cuốn et garnies d'échalotes frites.

Le giò lụa ou chả lụa, aussi connu sous l'appellation mortadelle vietnamienne ou pâté de porc vietnamien, est le type de saucisse le plus répandu dans la cuisine vietnamienne. Il est préparé à partir de viande de porc et est traditionnellement enveloppé dans des feuilles de banane. Giò lụa (Prononciation vietnamienne : [zɔ̀ lûˀə] ou [jɔ̀ lûˀə]) est le nom en dialecte du nord, tandis que chả lụa ([cã lûˀə]) est le nom dans les dialectes du centre et du sud.
Dans la cuisine vietnamienne, le terme Chả se réfère à une catégorie d'aliments comprenant des viandes emballées, souvent cuites à la vapeur, comme le chả lụa
Cependant, cette appellation varie selon les régions du Vietnam. Au Nord, Chả désigne généralement les viandes frites, par exemple le chả bò, qui correspond à du bœuf frit. Dans cette région, les plats cuits à la vapeur sont plutôt nommés Giò. Ainsi, le pâté vietnamien sera connu sous le nom de chả lụa dans le Sud, est appelé giò lụa dans le Nord.

## Production et consommation

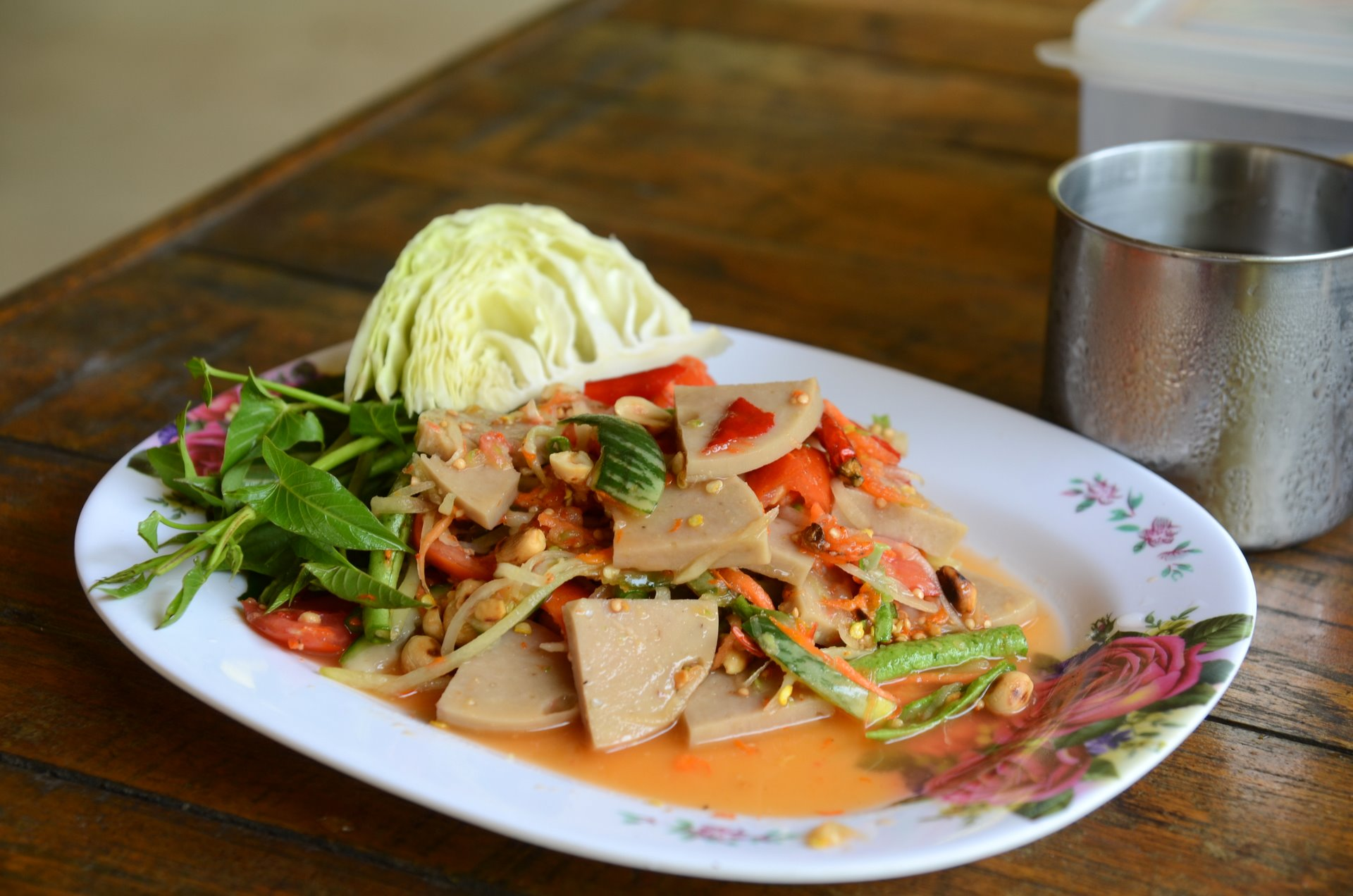
Le chả lụa est entré dans la cuisine thaï sous le nom de mu yo et est couramment consommé dans toute la Thaïlande. Ici, il est présenté sur l'assiette dans un style som tam.

Traditionnellement, le chả lụa est fait de viande de porc maigre, de fécule de pommes de terre, d'ail, de poivre noir moulu et de sauce de poisson (nước mắm). La viande de porc doit être pilée jusqu'à devenir une pâte ; elle ne doit pas être hachée au risque d'obtenir une chair fibreuse, sèche et friable. Juste avant de finir de piler la viande, quelques cuillères de sauce de poisson sont ajoutées à la viande pour le goût. On peut aussi y ajouter du sel, du poivre noir moulu et du sucre. À cette étape, la viande est appelée giò sống (« saucisse crue ») et peut être utilisée également dans d'autres plats.
Le mélange est ensuite enveloppé fermement dans des cylindres en feuilles de banane et bouilli. Si les feuilles de banane ne sont pas correctement nouées et que de l'eau parvient à s'infiltrer à travers au cours de la cuisson, la durée de conservation de la saucisse à température ambiante sera raccourcie. La saucisse est immergée verticalement dans l'eau bouillante et une saucisse d'un kilo prend une heure à cuire. Quand le chả lụa est préparé artisanalement, le meilleur moyen de savoir si la saucisse est bien cuite est de la lancer sur une surface solide ; si elle rebondit, c'est qu'elle est prête.
Il existe d'autres variantes parmi lesquelles :
- le chả bì, qui contient de la couenne de porc broyée en plus des ingrédients classiques. Il est cuit à la vapeur[4].
- le chả bò, avec de la viande de bœuf et des herbes. On le trouve surtout aux Etats-Unis.
- le chả chiên, qui est frit sans la feuille de banane au lieu d'être cuit à la vapeur.
- le chả Huế, présenté en portions individuelles, contenant des grains de poivre noir entiers et davantage d'ail. Il est cuit à la vapeur. Aussi appelé chả lụa Huế ou giò Huế[2]
- le chả quế, assaisonné avec de la cannelle en poudre[5], présenté en plaque et frit (c'est une autre variété de chả chiên).
- le chả cá, à base de chair de poisson, présenté en boulettes, souvent utilisé dans des soupes.
- le chả mực, à base de chair de seiche ou calamar, présenté en plaque et frit.

Le chạo tôm est une variante plutôt luxueuse à base de chair de crevettes, présentée en bouchées cubiques ou enrobées autour d'un bâtonnet de canne à sucre.
Un chả lụa correctement préparé peut être conservé à température ambiante pendant une semaine environ, mais il est recommandé de le garder au réfrigérateur jusqu'à consommation. Il peut y être conservé jusqu'à 3 à 4 semaines.
Pendant la première vague d'immigration de Vietnamiens aux États-Unis, au milieu des années 1970, les feuilles de banane étaient difficiles à trouver. Par conséquent, les chefs cuisiniers vietnamiens les ont remplacées par du papier aluminium, une habitude perpétuée jusqu'à aujourd'hui. Dans les régions où l'on peut se procurer des feuilles de bananier, une petite bande est utilisée pour parfumer la saucisse tout en conservant l'aluminium pour donner forme à la saucisse. En France elle est d'abord enveloppée dans du plastique alimentaire pour isoler le gras, puis par-dessus avec du papier kraft imprimé de motifs verts rappelant les nervures de la feuille de bananier.
La saucisse est normalement coupée et consommée avec les bánh cuốn, les bánh mì et les xôi. Il peut être braisé dans de la sauce de poisson et du poivre noir en accompagnement d'autres plats de viande. S'il est frit, il est appelé chả chiên.
Le giò lụa est aussi populaire en Thaïlande où il est connu sous le nom de mu yo (thaï : หมูยอ), littéralement « porc yo », où yo correspond à la prononciation thaï du terme giò. Il est souvent consommé en salade épicée ou comme en-cas,.